# Subregió de l'Ave
Ave és una subregió estadística portuguesa, part de la Regió Nord. La majoria dels seus municipis formen part del Districte de Braga, encara que Santo Tirso i Trofa pertanyen al Districte de Porto. Limita al nord amb Cávado i amb Alt Trás-os-Montes, a est i sud amb Tâmega i a l'oest amb Grande Porto. Àrea: 1.238 km². Població (2001): 509 969, el que equival a una densitat de població de 412 hab/km².

## Composició
Comprèn 8 concelhos:
- Cabeceiras de Basto
- Celorico de Basto
- Fafe
- Guimarães
- Póvoa de Lanhoso
- Vieira do Minho
- Vila Nova de Famalicão
- Vizela